# Butiraldehidă
Butiraldehida, denumită și butanal sau aldehidă butirică, este un compus organic cu formula chimică CH3(CH2)2CHO. Acest compus este un derivat de tip aldehidă al butanului. Este un lichid inflamabil și incolor, cu un miros neplăcut. Este miscibilă cu majoritatea solvenților organici.

## Obținere
Butiraldehida este produsă aproape exclusiv prin procesul de hidroformilare a propilenei:
Butiraldehida mai poate fi produsă prin dehidrogenarea catalitică a n-butanolului. La un moment dat, a fost produsă industrial prin hidrogenarea catalitică a crotonaldehidei, care este derivată din acetaldehidă.

## Proprietăți și utilizări

O utilizare importantă a butiraldehidei este producția de ftalat de bis(2-etilhexil), un plastifiant important.

Butiraldehida suferă reacții tipice ale alchil-aldehidelor, ceea ce și dictează utilizările acestui compus. Printre reacțiile importante se numără hidrogenarea sau reducerea la alcool (n-butanol), oxidarea la acid (acid butiric) și condensarea, catalizată de baze.
Prin condensare aldolică în prezența unei baze se formează 2-etil-2-hexenal, care este apoi hidrogenat pentru a forma 2-etilhexanol, un precursor al plastifiantului bis(2-etilhexil)-ftalat.
Butiraldehida este un precursor în sinteza în două etape a trimetilolpropanului, care este utilizat pentru producerea de rășini alchidice.